# Honduras damlandslag i fotboll
Honduras damlandslag i fotboll representerar Honduras i fotboll på damsidan. Dess förbund är Federación Nacional Autónoma de Fútbol de Honduras.